# 蘇胡爾盧伊鄉
45°43′N 27°50′E / 45.717°N 27.833°E
蘇胡爾盧伊鄉（羅馬尼亞語：Comuna Suhurlui, Galați），是羅馬尼亞的鄉份，位於該國東部，由加拉茨縣負責管轄，處於布加勒斯特以北200公里，每年平均降雨量885毫米，海拔高度67米，2011年人口1,291。